# Ceraclea complicata
Ceraclea complicata là một loài Trichoptera trong họ Leptoceridae. Chúng phân bố ở miền Cổ bắc.